# 유상근 (1922년)
유상근(兪尙根, 1922년 2월 20일~1992년 7월 26일)은 대한민국의 정치인, 교육인이다. 제5대 국토통일원 장관을 지냈으며 명지대학교를 설립한 설립자이다. 호는 방목(邦牧).

## 가족
- 아들 유영구, 유병진

| 전임 신도성 | 제5대 국토통일원 장관 1975년 8월 18일~1976년 12월 3일 | 후임 이용희 |